# Ліганд-залежні іонні канали

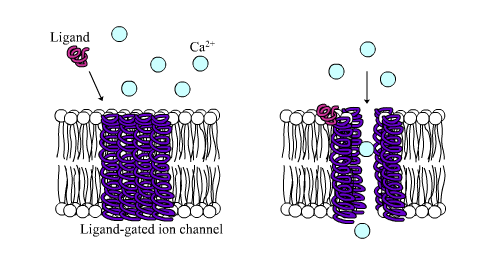
Ліганд-залежний іонний канал

Ліганд-залежні іонні канали — це іонні канали, що відкриваються після зв'язування із лігандом (ліганд може бути позаклітинним або внутрішньоклітинним, але не є іоном, який транспортується по каналу).
Прикладом позаклітинних лігандів, які здатні спричинити відкриття іонних каналів, є ацетилхолін, серотонін, глутамат, γ-аміномасляна кислота (ГАМК), гліцин тощо. Ацетилхолін-залежний катіонний канал є класичним прикладом ліганд-залежних іонних каналів. Він складається із 5-ти субодиниць (α, α, β, δ, γ), кожна з яких має 4 трансмембранні домени.
Внутрішньоклітинними лігандами найчастіше є фосфатні залишки, що приєднуються до ОН-груп серину, треоніну чи тирозину у складі поліпептидного ланцюга молекули каналу під впливом ферментів-протеїнкіназ у процесі фосфорилювання. Серин/треонінові протеїнкінази активуються через збільшення у цитозолі вторинних посередників (месенджерів), зокрема, цАМФ, цГМФ, іонів кальцію, тоді як тирозинові протеїнкінази стимулюються дією позаклітинних агентів (наприклад, рецептор до інсуліну) або внаслідок активації інших сигнальних шляхів клітини (наприклад, цитозольна тирозинова протеїнкіназа Src). Наприклад, ліганд-залежний хлорний канал CFTR (ABCC7) відкривається після фосфорилювання його молекули протеїнкіназою А, яка, у свою чергу, активується циклічним АМФ. Фосфорилювання регуляторних компонентів каналу також контролює тривалість його існування у відкритому стані.
Вторинні месенджери можуть слугувати внутрішньоклітинними лігандами і без залучення протеїнкіназ. Так, безпосередніми активаторами іонних каналів є циклічні нуклеотиди цАМФ і цГМФ — відповідні канали отримали назву іонних каналів, що відкриваються дією циклічних нуклеотидів (cyclic nucleotide-gated channels, CNGCs), іони кальцію (наприклад, калієві канали, що активуються кальцієм — KCa канали, calcium-activated potassium channels), інозитол-1,4,5-трифосфат (рецептор до інозитолу-1,4,5-трифосфату, розташований у мембрані ендоплазматичного ретикулуму), циклічна АДФ-рибоза (ріанодиновий рецептор, розташований на мембрані саркоплазматичного ретикулуму), а також АТФ і АДФ (зокрема, АТФ-залежні калієві канали — KATP-канали, ATP-sensitive potassium channels).

### Книги
- Basic Neurochemistry: Molecular, Cellular and Medical Aspects (8th ed.) / Edited by Scott T. Brady, George J. Siegel et al. — Academic Press, 2012. ISBN 978-0-12-374947-5
- Molecular biology of the cell (6th ed) / Alberts B. Johnson A. Lewis J. Morgan D. Raff M. C. Roberts K. Walter P. Wilson J. H. & Hunt T. Garland Science Taylor and Francis Group, 2015.
- From Molecules to Networks An Introduction to Cellular and Molecular Neuroscience. / John H. Byrne, Ruth Heidelberger and M. Neal. Academic Press, 2014. ISBN 978-0-12-397179-1
- Principles of neural science (6th ed.) / Kandel, E. R., Schwartz, J. H., & Jessell, T. M. McGraw-Hill, Health Professions Division, 2019.
- The synaptic organization of the brain / Gordon M. Shepherd. Oxford ; New York :Oxford University Press, 2003. ISBN 978-0195159561

### Журнали
- Journal of Neurochemistry
- Neurochemistry International
- Nature: Neuropsychopharmacology
- NeuroPharmacology
- Molecular Neurobiology
- Neuron
- Journal of Neuroscience
- Nature: Neuroscience
- Nature Reviews: Neuroscience
- Cell: Trends in Neurosciences